# Pachydissus sweersensis
Pachydissus sweersensis är en skalbaggsart som beskrevs av Mckeown 1940. Pachydissus sweersensis ingår i släktet Pachydissus och familjen långhorningar. Inga underarter finns listade i Catalogue of Life.